# Укриття (ЧАЕС)
«Укриття» (більш відомий як «Саркофаг») — ізоляційна споруда над четвертим енергоблоком ЧАЕС, побудована до листопада 1986 року після вибуху 4-го реактора.
Термін експлуатації саркофага був запланований на бл. 20-40 років, тому у 2000-х роках запроєктовано нове укриття. Новий чорнобильський саркофаг почали споруджувати 2012-го, а здали в експлуатацію 2019 року.

## Історія
На створення було витрачено 400 000 м³ бетонної суміші і 7 000 тонн металоконструкцій, термін будівництва — 206 днів. На будівництві працювало 90 000 людей.

## Аварія
13 лютого 2013 року стався обвал плит над машинним залом енергоблоку площею кілька сотень м². За даними офіційних органів, це не вплинуло на захисні властивості «Укриття» і не спричинило за собою підвищення радіаційного фону.

## Атака дрона 14.2.2025
У ніч на 14 лютого 2025 року російський ударний дрон із фугасною бойовою частиною влучив в дах нового укриття, в результаті якого розпочалася пожежа. Завдяки діям загонів ДСНС, пожежу було ліквідовано.